# Natalia Huarte
Natalia Huarte (Pamplona, 28 de noviembre de 1989) es una actriz española de teatro, televisión y cine. Ganadora del Premio Max de las Artes Escénicas Mejor actriz 2024.

## Trayectoria
Se inició en el grupo teatral del Instituto Navarro Villoslada de Pamplona, dirigido por Ignacio Aranguren, con el que protagonizó La posadera de Carlo Goldoni, en 2007.  Por su papel de Mirandolina,  recibió una mención especial como mejor actriz autonómica en los Premios "Buero" de Teatro Joven Coca‑Cola 2007 .
Ese año, dejó su ciudad natal por Madrid, para entrar en Escuela Superior de Arte Dramático de Madrid RESAD, donde se licenció en interpretación en (2007-2011).  Y entre 2011 y 2012 se formó en el Michael Chekhov Acting Studio de Nueva York.
Desde entonces, Huarte ha representado montajes dirigidos por Carlota Gaviño, Ana Zamora, Carlos Aladro, Miguel del Arco y Josep María Mestres, entre otros. En 2015,  se incorporó a la Compañía Nacional de Teatro Clásico con Enrique VIII y La cisma de Inglaterra (2015). Alfredo Sanzol la dirigió en La valentía (2018) y en El bar que se tragó a todos los españoles (2021). Luego representó El perro del hortelano, dirigida por Helena Pimenta. por el que ganó el Premio Ercilla 2019 a mejor actriz revelación; Supernormales (2022-2023), con Iñaki Rikarte en la dirección, París 1940 (2022), con Josep Maria Flotats,  y Los pálidos, con Lucía Carballal en su debut como directora. Con esta repitió en La fortaleza, en 2023, año en que también protagonizó Psicosis, 4.48, su primer monólogo, y por el que ganó el Premio Max 2024.
Además, ha hecho cortometrajes como Escala en Madrid (2016) por el que fue premiada, o Yegua (2023); películas, como Las cartas perdidas (2021), documental de Amparo Climent, y el largometraje de Ángeles González-Sinde El comensal (2022).
En televisión, ha intervenido en series, como Amar es para siempre (2018-2019) y Heridas (2022), ambas para Antena 3. En 2024 estrenó la serie Querer, dirigida por Alauda Ruiz Azúa, para Movistar, con Nagore Aranburu y Pedro Casablanc, y rodó también, ENA, sobre la Reina Victoria Eugenia, dirigida por Anaïs Pareto y Estel Díaz, para TVE, y Legado, de Netflix, con José Coronado y Belén Cuesta.

## Filmografía
- Escala en Madrid. Cortometraje. Dir. Elena Escura. 2016
- Quién lo impide. Documental. Dir. Jonás Trueba. 2021
- Las cartas perdidas. Documental Dir. Amparo Climent. 2021
- El comensal. Largometraje. Dir. Ángeles González-Sinde. 2022
- Yegua. Cortometraje. Dr. Javier Celay. 2023

## Series
| Año         | Serie                | Personaje                  | Cadena         | Notas         |
| 2016        | Centro médico        |                            | La 1           | 1 episodio    |
| 2017        | Servir y proteger    | Tina                       | La 1           | 9 episodios   |
| 2018 - 2019 | Amar es para siempre | Carolina Álvarez de Tudela | Antena 3       | 250 episodios |
| 2022        | Heridas              | Maite                      | Antena 3       | 13 episodios  |
| 2024        | Querer               | Izaskun                    | Movistar Plus+ | 3 episodios   |
| 2025        | Legado               | Guadalupe Seligman Nuero   | Netflix        | 8 episodios   |

## Premios
- Premio a Mejor actriz en la VII edición del FIBABC, Festival Iberoamericano de Cortometrajes ABC 2017, por el corto Escala en Madrid.[13]
- Premio Ercilla de Teatro 2019, en la categoría de actriz revelación,  por su papel de Marcela en El perro del hortelano' de Lope de Vega.[14]
- Premio Max de las Artes Escénicas Mejor actriz 2024, por la obra Psicosis, 4.48, de Sarah Kane, dirigida por Luz Arcas.[1]